# Chiesa di San Michele Arcangelo (Isola del Cantone)
La chiesa di San Michele Arcangelo è un luogo di culto cattolico situato nel comune di Isola del Cantone, in via Postumia, nella città metropolitana di Genova. La chiesa è sede della parrocchia omonima del vicariato della Valle Scrivia dell'arcidiocesi di Genova.

## Storia

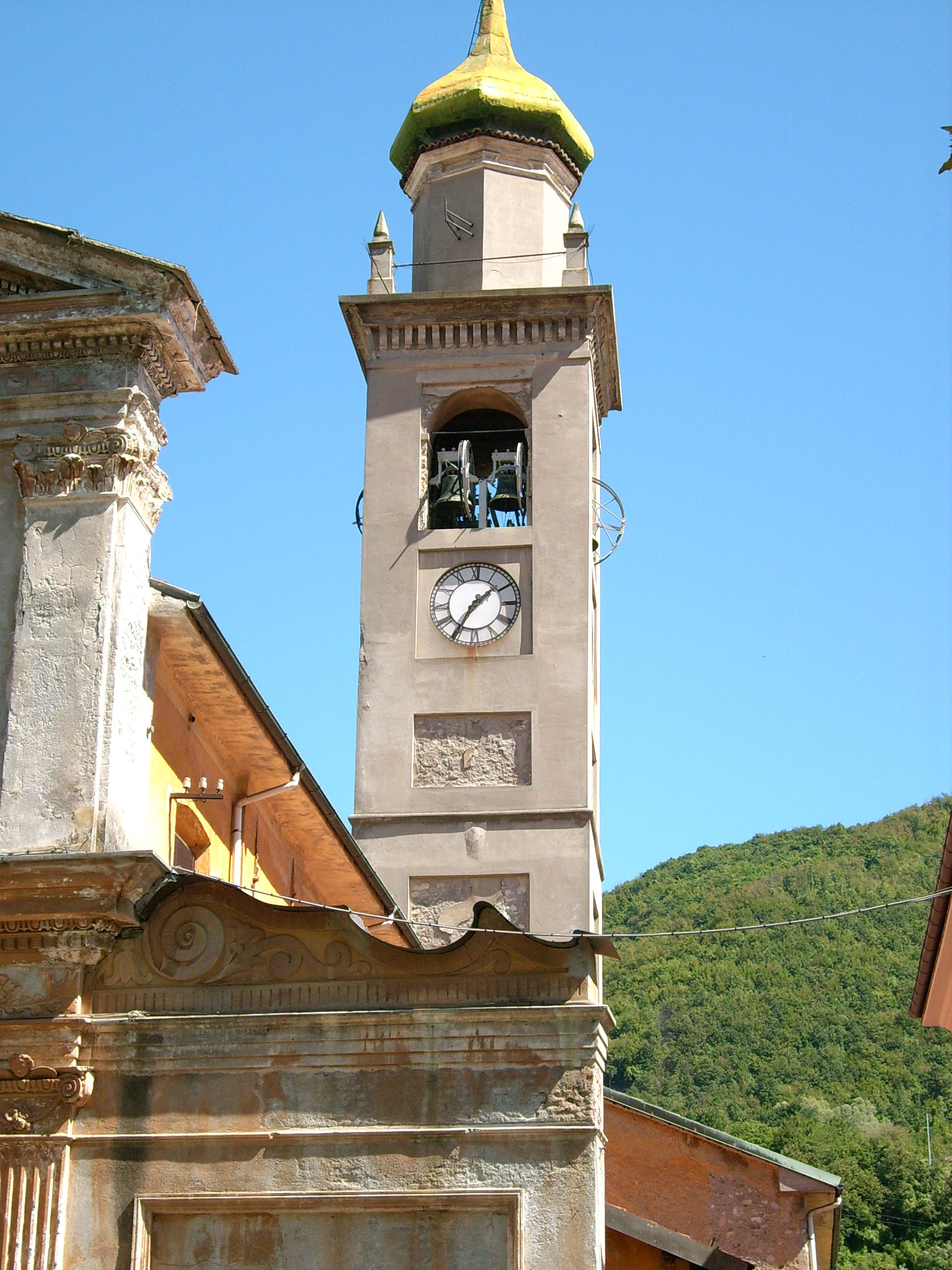
Il campanile

Il primo edificio parrocchiale fu fondato dai monaci Benedettini tra il XII e il XIII secolo. Anticamente conosciuta anche con la denominazione di San Michele di Campo, di Campolungo o di Isola, fece parte della diocesi di Tortona. Fu il pontefice Innocenzo III in una bolla pontificia del 13 aprile 1216 a stabilire l'appartenenza di tale edificio all'arcidiocesi di Genova, ma aggregandola al monastero di san Michele della Chiusa dell'arcidiocesi di Torino.
Dal 1310 fu annessa alla pieve di Santa Maria Assunta di Borgo Fornari, frazione odierna del comune di Ronco Scrivia.
L'attuale struttura è risalente al XVII secolo e il coro fu costruito nel 1618. Secondo alcuni documenti si attesta che l'8 agosto del 1629 all'interno della chiesa furono ospitate le reliquie dei santi Stefano e Innocenzo, donate dal marchese e signore locale Gerolamo Spinola.
La chiesa fu eletta al titolo di prevostura l'11 giugno del 1754 dall'arcivescovo di Genova Giuseppe Maria Saporiti.
All'inizio del XX secolo, precisamente nel 1901, l'edificio fu nuovamente ornato di nuove decorazioni ad opera del pittore milanese Rodolfo Gambini e, sempre in tale anno, furono trasferite in un unico reliquario in bronzo dorato le due preziose reliquie dei santi martiri.
La chiesa fu consacrata dal vescovo della diocesi di Acqui monsignor Disma Marchese il 10 agosto del 1901 e due giorni dopo eretta al titolo di arcipretura da monsignor Tommaso Reggio. I nuovi altari, dedicati ai santi martiri, sono stati consacrati dall'arcivescovo di Genova Giuseppe Siri l'11 agosto del 1979.
All'interno conserva una tela raffigurante la Crocifissione di Gesù e un quadro, Martirio di sant'Andrea Apostolo, conservato nell'adiacente oratorio. La maggior parte delle vetrate sono del maestro d'arte vetraria di Alessandria Luigi Costa.